# Mekarmanik (Cimenyan)
Mekarmanik is een bestuurslaag in het regentschap Bandung van de provincie West-Java, Indonesië. Mekarmanik telt 6877 inwoners (volkstelling 2010).